# Leptophis ahaetulla
Pour les articles homonymes, voir Ahaetulla (homonymie).
Espèce
Synonymes
- Coluber ahaetulla Linnaeus, 1758
- Coluber filiformis Linnaeus, 1758
- Coluber richardi Bory De Saint Vincent, 1823
- Coluber liocercus Wied, 1824
- Ahaetula linnei Gray, 1831
- Ahaetulla occidentalis Günther, 1859
- Trasops marginatus Cope, 1862
- Ahaetulla nigromarginata Günther, 1866
- Thrasops praestans Cope, 1869
- Herpetodryas affinis Steindachner, 1870
- Ahaetulla urosticta Peters, 1873
- Leptophis ortonii Cope, 1875
- Thrasops sargii Fischer, 1881
- Leptophis occidentalis (Günther, 1859)
- Leptophis ultramarinus Cope, 1894
- Leptophis bocourti Boulenger, 1898
- Leptophis flagellum Andersson, 1901
- Leptophis rostralis Lönnberg, 1902
- Leptophis argentinus Werner, 1903
- Leptophis maximus Weller, 1930
- Leptophis vertebralis Werner, 1909
- Leptophis occidentalis chocoensis Oliver, 1942
- Leptophis copei Oliver, 1942
- Leptophis santamartensis Bernal-Carlo & Roze, 1994

Leptophis ahaetulla est une espèce de serpent de la famille des Colubridae.

## Répartition
Cette espèce se rencontre :
- en Argentine, dans les provinces de Corrientes, Entre Ríos, Chaco et Misiones. Sa présence est incertaine dans les provinces de Salta et Santa Fe ;
- au Belize ;
- en Bolivie ;
- au Brésil, dans les États du Brésil de Goiás, Paraná et Roraima ;
- en Colombie ;
- au Costa Rica ;
- dans le nord-ouest de l'Équateur ;
- au Guatemala ;
- en Guyane ;
- au Honduras ;
- dans le sud du Mexique ;
- au Nicaragua ;
- au Panama ;
- au Paraguay ;
- au Pérou ;
- à Trinité-et-Tobago ;
- en Uruguay ;
- au Venezuela, dans l'État de Cojedes et sur l'île Margarita.

Sa présence est incertaine au Salvador.

## Description

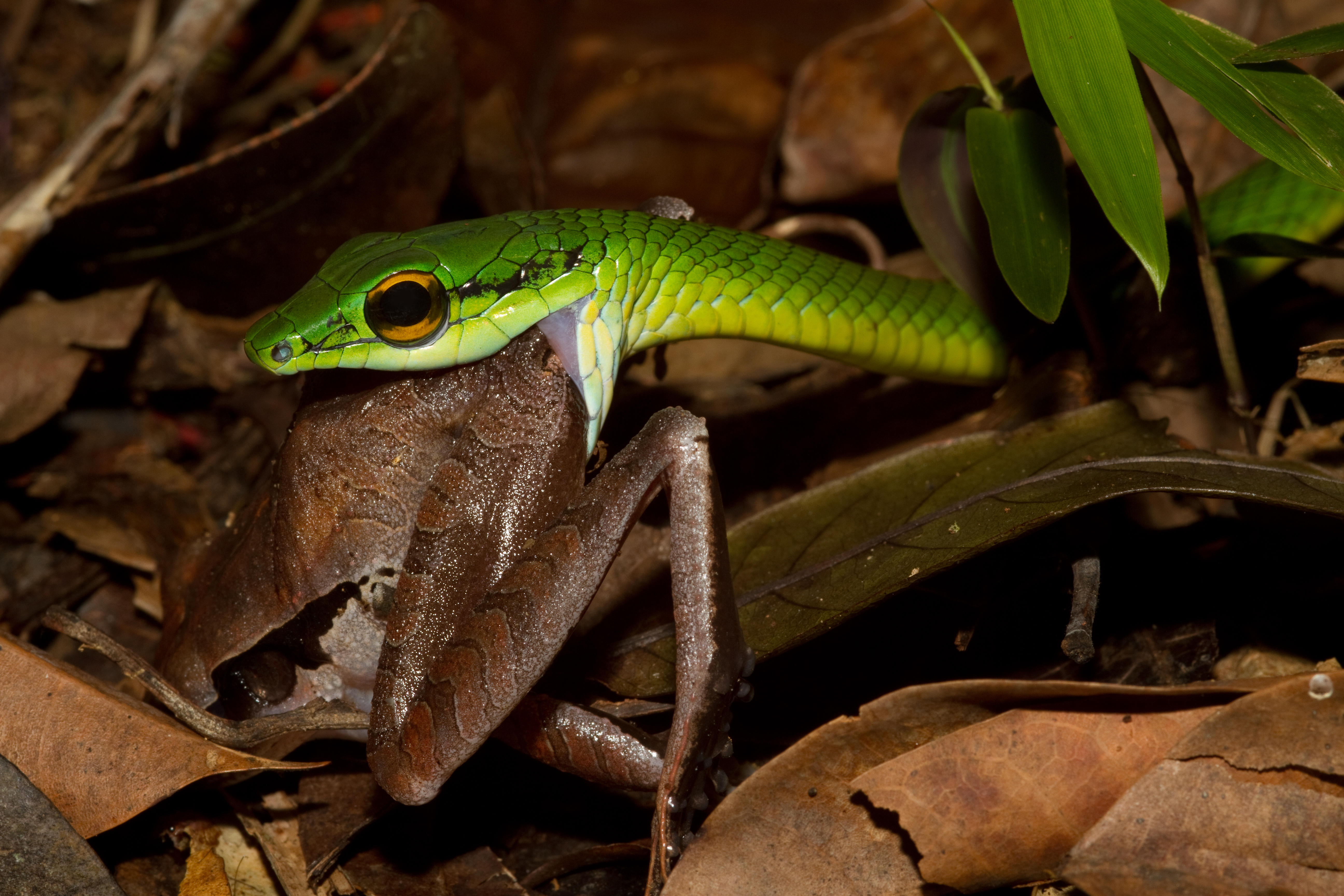
Leptophis ahaetulla

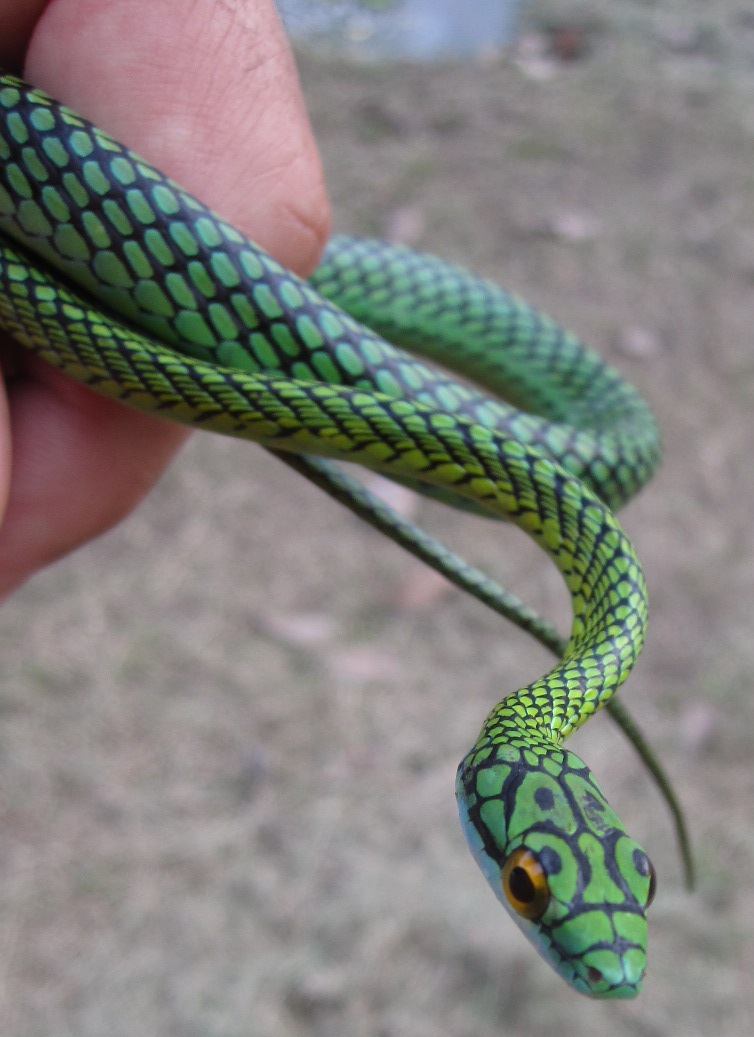
Leptophis ahaetulla nigromarginatus

Leptophis ahaetulla mesure jusqu'à 150 cm. Son dos est vert feuille et présente deux fines rayures latérales jaune vif ou ocre. Sa face ventrale est bronze.
Cette espèce se nourrit d'amphibiens ou de leurs œufs, de lézards arboricoles, d'insectes (comme les sauterelles), d'oiseaux ou de leurs œufs, mais également d'autres serpents y compris ceux de sa propre espèce.
Cette espèce est ovipare.

## Liste des sous-espèces
Selon The Reptile Database (11 décembre 2013) :
- Leptophis ahaetulla ahaetulla (Linnaeus, 1758)
- Leptophis ahaetulla bocourti Boulenger, 1898
- Leptophis ahaetulla bolivianus Oliver, 1942
- Leptophis ahaetulla chocoensis Oliver, 1942
- Leptophis ahaetulla liocercus (Wied, 1824)
- Leptophis ahaetulla marginatus (Cope, 1862)
- Leptophis ahaetulla nigromarginatus (Günther, 1866)
- Leptophis ahaetulla occidentalis (Günther, 1859)
- Leptophis ahaetulla ortonii Cope, 1875
- Leptophis ahaetulla praestans (Cope, 1868)

## Taxinomie
La sous-espèce Leptophis ahaetulla coeruleodorsus a été élevée au rang d'espèce par Murphy, Charles, Lehtinen et Koeller en 2013.

## Publications originales
- Boulenger, 1898 : An account of the reptiles and batrachians collected by Mr. W. F. H. Rosenberg in western Ecuador.  Proceedings of the Zoological Society of London, vol. 1898, no 1, p. 107-126 (texte intégral).
- Cope, 1862 : Catalogues of the Reptiles Obtained during the Explorations of the Parana, Paraguay, Vermejo and Uraguay Rivers, by Capt. Thos. J. Page, U. S. N.; And of Those Procured by Lieut. N. Michler, U. S. Top. Eng., Commander of the Expedition Conducting the Survey of the Atrato River. Proceedings of the Academy of Natural Sciences of Philadelphia, vol. 14, p. 346-359+594 (texte intégral).
- Cope, 1869 "1868" : Sixth Contribution to the Herpetology of Tropical America. Proceedings of the Academy of Natural Sciences of Philadelphia, vol. 20, p. 305-313 (texte intégral).
- Cope, 1875 : Report on the Reptiles brought by Professor James Orton from the middle and upper Amazon and western Peru. Journal of the Academy of Natural Sciences of Philadelphia, sér. 2, vol. 8, p. 159-183 (texte intégral).
- Günther, 1859 : Second list of cold-blooded vertebrata collected by Mr. Fraser in the Andes of Western Ecuador. Proceedings of the Zoological Society of London, vol. 1859, p. 402-420 (texte intégral).
- Günther, 1866 : Fifth account of new species of snakes in the collection of the British Museum. Annals and Magazine of Natural History, sér. 3, vol. 18, p. 24-29 (texte intégral).
- Linnaeus, 1758 : Systema naturae per regna tria naturae, secundum classes, ordines, genera, species, cum characteribus, differentiis, synonymis, locis, ed. 10 (texte intégral).
- Oliver, 1942 : A check list of the snakes of the genus Leptophis, with descriptions of new forms. Occasional Papers of the Museum of Zoology, University of Michigan, no 462, p. 1-19 (texte intégral).* Wied-Neuwied, 1825 "1824" : Abbildungen zur Naturgeschichte von Brasilien, (texte intégral).